# Kikuji Yamashita
Yamashita Kikuji (山下菊二?; Miyoshi (Tokushima), 8 ottobre 1919 – 23 novembre 1986) è stato un pittore giapponese.
Appartiene alla corrente artistica surrealista e partecipò ai movimenti di avanguardia nati nel dopoguerra in Giappone. Le sue opere compaiono nel documentario girato nel 2010 ANPO: Art X War dalla regista americana Linda Hoaglund.

## Biografia

### Primi anni
Yamashita Kikuji nacque a Miyoshi, nella prefettura di Tokushima, l'8 ottobre del 1919. 
Nel 1937 si diplomò alla Scuola d'arte di Takamatsu, nella prefettura di Kagawa. Nel 1938 si trasferì a Tokyo dove iniziò a studiare pittura sotto il rinomato pittore surrealista Ichirō Fukuzawa , che gli introdusse le opere d'arte di Max Ernst, Salvador Dalí, e Hieronymus Bosch. Nel 1939 fu arruolato nell'esercito giapponese e mandato a combattere in Cina. Sopravvissuto alla guerra, i sensi di colpa e i ricordi traumatici generati dalla guerra, tra cui la partecipazione alla tortura e uccisione di un prigioniero cinese, lo aiutarono a formare una visione ferocemente contraria alla guerra, elemento che possiamo identificare nelle sue opere.

### Avanguardia

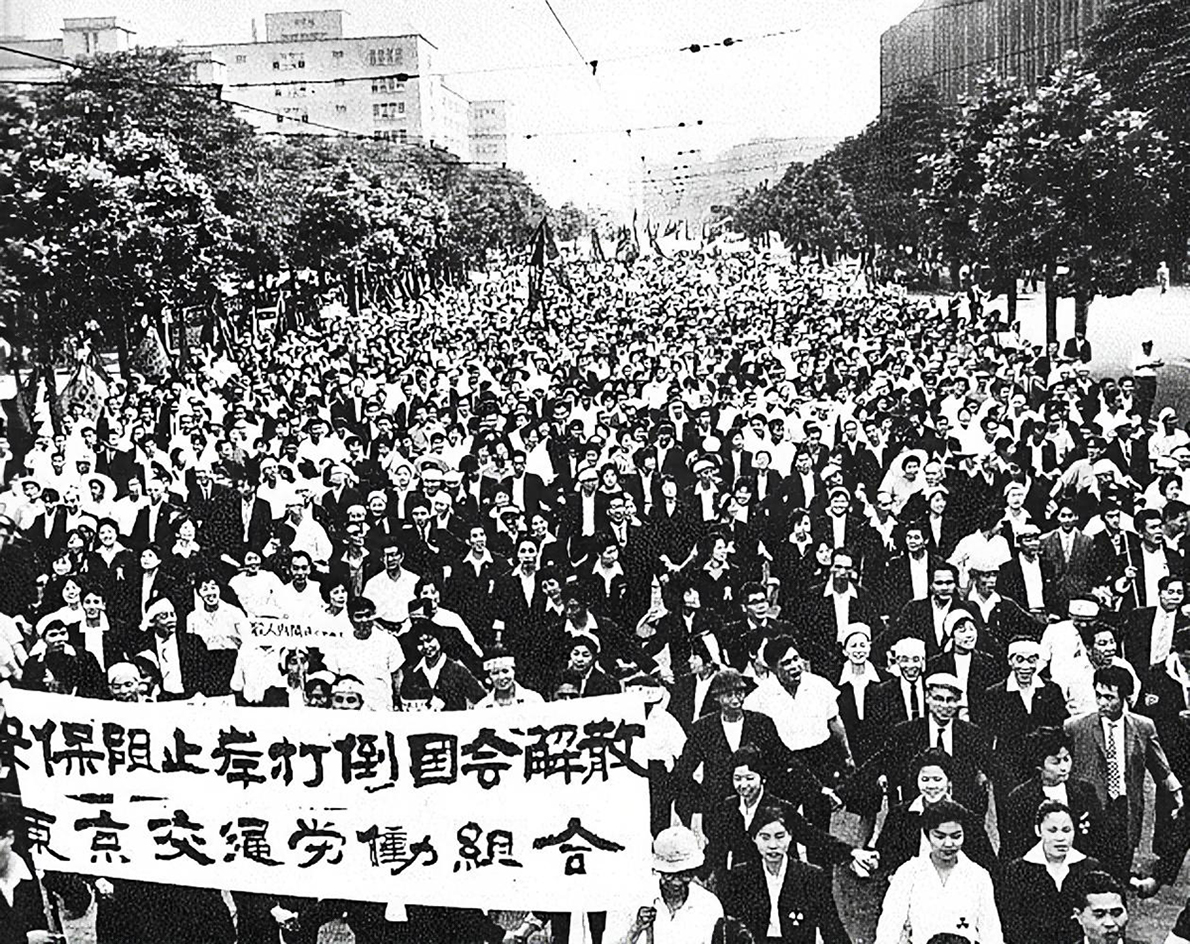
Protesta contro il Trattato di mutua cooperazione e sicurezza tra Stati Uniti d'America e Giappone

Dopo la guerra, il Partito Comunista Giapponese fu legalizzato dalle forze americane che avevano occupato il Giappone. Yamashita nel 1946 fece parte dell'Associazione di Arte Giapponese (日本美術会, Nihon Bijitsukai), affiliato con il PCG. L'anno seguente aiutò a fondare la Società d'Arte d'Avanguardia (前衛美術会, Zen'ei Bijutsukai), insieme a Yutaka Bitō, Chozaburō Inoue, Iri Maruki, Tadashi Yoshii e altri, organizzando con loro la sua prima esibizione. Esattamente come l'Associazione di Arte Giapponese
, questo collettivo artistico di avanguardia era strettamente legato al PCG e quindi dedito a produrre opere che seguivano la corrente del realismo socialista.
Nel 1952, seguendo la richiesta di Joseph Stalin di iniziare immediatamente una rivoluzione comunista, il PCG ordinò a giovani artisti di recarsi a Ogōchi, un villaggio contadino nelle montagne ad ovest di Tokyo, che stava per essere sostituito da una diga. Si unirono quindi alle formazioni di "guerriglieri del villaggio di montagna"(sanson kōsakutai), mobilitandoli poi per creare una violenta rivoluzione. Yamashita venne mandato al villaggio di Ogōchi insieme a Yutaka Bitō, Hiroshi Katsuragawa, e altri. Yamashita era stato incaricato di dipingere kamishibai, per ispirare e spronare i contadini a formare una resistenza militare contro la diga. Ignorando la direttiva, Yamashita produsse invece grandi pitture ad olio surrealiste, utilizzando allegorie per rappresentare le condizioni dei contadini. Questo fu l'inizio della sua rottura con il Partito Comunista, ritenendo le sue direttive troppo radicali.. Fu in questo periodo che dipinse la sua opera più famosa, "La Storia del Villaggio di Akebono", rappresentante un attivista, disteso a faccia in giù sopra una pozza di sangue, e una signora anziana impiccata, dopo essere stata portata alla bancarotta. Gli altri personaggi, come gli abitanti schieratosi con il proprietario e la polizia, vengono rappresentati come antropomorfi, ad esempio con musi di cane, un tema che continuerà ad essere presente anche nei dipinti successivi.
Tornato dalle montagne nel 1953, Yamashita si unì con Bitō, Katsuragawa, Hiroshi Teshigahara, Hiroshi Nakamura, On Kawara, Tatsuo Ikeda e altri giovani artisti per formare la cooperativa "Alleanza dei Giovani Artisti" (青年美術家連合, Seinen Bijutsuka Rengō). Il gruppo durò fino al 1959, tenendo insieme sessioni di studio sull'arte, pubblicando una rivista chiamata "Arte di Oggi" e organizzando esibizioni.
Nel giugno del 1960, all'apice delle proteste Anpo contro il Trattato di mutua cooperazione e sicurezza tra Stati Uniti d'America e Giappone, Yamashita si unì al filosofo Takaaki Yoshimoto per formare il "Comitato d'azione di giugno", per protestare contro il trattato. Yamashita visse le proteste anche come un evento artistico: si aggiungeva casualmente a mobilitazioni di gruppi con cui non aveva alcuna affiliazione, mentre gridava parole strane e sgusciava in mezzo alle file scusandosi, provocando lo sconcerto e le risate dei manifestanti. Con i suoi modi bizzarri provava ad alleggerire quella che definiva una gioventù estremamente seria.
Nel 1962 Yamashita tenne la sua prima mostra personale. Verso la fine degli anni '60, già dopo il fallimento delle proteste Anpo per bloccare il Trattato, Yamashita dipingeva ancora inquietanti dipinti surrealisti, che denunciavano la continua presenza militare americana in territorio giapponese..

### Ultimi anni
Nonostante continuò a dipingere centinaia di tele, evitò sempre il successo commerciale, forse per via dei sensi di colpa, e fu quindi capace di sopravvivere come artista solo grazie ai guadagni della moglie, che faceva l'estetista. Nel 1970 Yamashita scrisse un saggio, dove ammise il suo ruolo nell'uccisione di un prigioniero cinese durante la guerra, spiegando il profondo senso di colpa che lo perseguitava ancora.
Nel 1974 Yamashita formò un nuovo collettivo artistico chiamato "Hitohito" (从), in cui partecipò fino al suo ritiro nel 1984 per motivi di salute.
Yamashita fu un amante dei volatili, tenne in casa infatti diversi gufi. Yamashita morì il 23 novembre del 1986, all'età di 67 anni.

## Eredità
Nel 1976 Yamashita fu il soggetto di un documentario, "Il Disfacimento della Palude: Il mondo del pittore Kikuji Yamashita" (くずれる沼 : 画家・山下菊二の世界Kuzureru numa: Gaka Yamashita Kikuji no sekai), prodotto e diretto da Shinkichi Noda. Nel 1986, proprio prima della sua morte, "La Storia del Villaggio di Akebono" e altri dipinti vennero inclusi nell'esibizione internazionale "Arte d'Avanguardia del Giappone 1910-1970, tenutasi al Centro Georges Pompidou a Parigi. Nel 1996 si tenne una grande retrospettiva delle opere di Yamashita, nel Museo d'Arte Moderna della prefettura di Kanagawa. Nel 2010 i dipinti di Yamashita vennero usati nel documentario ANPO: Art X War, girato dalla regista americana Linda Hoaglund.